# LOL (album Blog 27)
<LOL> – debiutancki album polskiego zespołu muzycznego Blog 27, wydany 27 listopada 2005 roku przez Magic Records.

## Tło
Pierwotna wersja albumu zawierała dziesięć utworów oraz dwa teledyski. Ukazała się ponadto specjalna, limitowana edycja albumu, zawierająca gadżety, takie jak osiem arkuszy naklejek, smycz, znaczki oraz dioda na telefon komórkowy z logo Blog 27. W 2006 roku album został wznowiony, poszerzony o dwa nowe utwory i wersje karaoke do wszystkich piosenek. Jesienią tego samego roku ukazała się kolejna reedycja, zawierająca płytę DVD z teledyskami, materiałami zza kulis i filmikami z dzieciństwa Toli.
Album spotkał się z sukcesem komercyjnym w Polsce, docierając do 2. miejsca krajowej listy sprzedaży i osiągając status podwójnej platynowej płyty. Wydawnictwo zostało notowane także na europejskich listach sprzedaży, docierając między innymi do 12. miejsca listy sprzedaży na Węgrzech, 27. miejsca w Niemczech, 47. pozycji w Austrii i 78. pozycji w Szwajcarii. Wydano go również w Japonii, gdzie dotarł do 64. miejsca krajowego zestawienia sprzedaży albumów.

## Lista utworów
| Opracowano na podstawie materiału źródłowego. 1. „Hey Boy (Get Your Ass Up)” – 3:23 2. „Uh La La La” – 3:15 3. „I Want What I Want” – 3:06 4. „Turn You On to Music” – 2:48 5. „Stay Outta My Way” – 3:23 6. „Destiny” – 3:01 7. „Wid Out Ya” – 3:06 8. „Life Like This” – 2:48 9. „I’m Callin’ U” – 3:02 10. „Who I Am?” – 3:11 „Uh La La La” (Video) „Hey Boy (Get Your Ass Up)” (Video) | Opracowano na podstawie materiału źródłowego. 1. „Hey Boy (Get Your Ass Up)” – 3:25 2. „Uh La La La” – 3:15 3. „I Want What I Want” – 3:06 4. „Wid Out Ya” – 3:05 5. „I Still Don’t Know Ya” – 3:47 6. „Destiny” – 3:00 7. „Turn You On to Music” – 2:47 8. „Stay Outta My Way” – 3:22 9. „Life Like This” – 2:47 10. „I’m Callin’ U” – 3:02 11. „Generation (B27)” – 3:19 12. „Who I Am?” – 3:06 + 12 wersji karaoke do wszystkich piosenek |

### Reedycja CD+DVD
Opracowano na podstawie materiału źródłowego.
| CD 1. „Hey Boy (Get Your Ass Up)” – 3:25 2. „Uh La La La” – 3:15 3. „I Want What I Want” – 3:06 4. „Wid Out Ya” – 3:06 5. „I Still Don’t Know Ya” – 3:48 6. „Destiny” – 3:01 7. „Turn You On to Music” – 2:48 8. „Stay Outta My Way” – 3:23 9. „Life Like This” – 2:48 10. „I’m Callin’ U” – 3:02 11. „Generation (B27)” – 3:19 12. „Who I Am?” (Tola’s Version) – 3:10 13. „Who I Am?” (Tola’s Guitar Version) – 3:13 + 12 wersji karaoke do wszystkich piosenek | DVD 1. Migawki 2. Teledyski 3. Bravo TV Show 4. Wywiad z zespołem 5. Koncert z Hamburga 6. Making of the Videos 7. Video z dzieciństwa Toli 8. Video z podpisywania płyt |

## Notowania
| Kraj i lista (2006)         | Pozycja |
| --------------------------- | ------- |
| Austria (Ö3 Austria Top 40) | 47      |
| Europa (European Albums)    | 49      |
| Japonia (Oricon)            | 64      |
| Niemcy (GfK Entertainment)  | 27      |
| Polska (OLiS)               | 2       |
| Szwajcaria (Alben Top 100)  | 78      |
| Węgry (Mahasz)              | 12      |

| Kraj (2006) | Pozycja |
| ----------- | ------- |
| Polska      | 18      |

## Certyfikaty
| Kraj          | Certyfikat          |
| ------------- | ------------------- |
| Polska (ZPAV) | 2 × platynowa płyta |